# Iowa Wolves

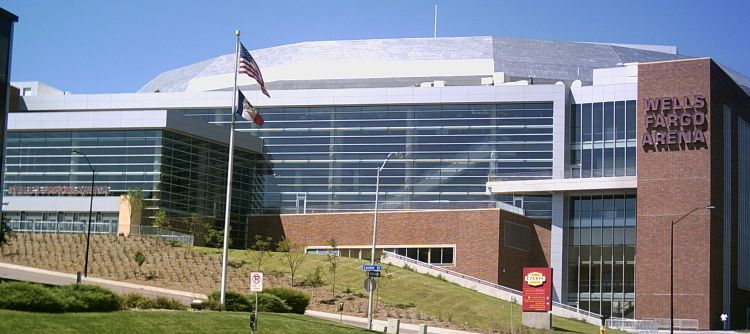
Wells Fargo Arena.

Iowa Wolves, conocidos hasta 2017 como  Iowa Energy, es un equipo de baloncesto estadounidense que juegan en la NBA G League, la Liga de Desarrollo auspiciada por la NBA. Tienen su sede en la localidad de Des Moines, en el estado de Iowa. El equipo se fundó en el año 2007, y forma parte de la División Suroeste junto con Austin Spurs, Oklahoma City Blue, Rio Grande Valley Vipers, Texas Legends y Sioux Falls Skyforce. 

## Historia
Una vez obtenida la plaza para jugar en la D-League, se organizó un concurso para elegir el nombre del equipo, donde las opciones eran Corncobs, Maize, River Rats, Scarecrows y Thoroughbreds. Sin embargo los aficionados no estuvieron conformes con ninguno de los apodos, por lo que al final se decidió que el nombre del equipo sería el de Energy. Desde 2017, su nombre es Iowa Wolves.

## Afiliaciones
Como todo equipo de la NBA Development League, los Iowa Wolves tienen afiliados en la NBA, actuando como filiales de los mismos. En este caso es el equipo afiliado de los Minnesota Timberwolves.

## Trayectoria
| Iowa Energy       |                   |                   |     |     |      | |
| 2007–08           | Central           | 3º                | 22  | 28  | .440 | |
| 2008–09           | Central           | 1º                | 28  | 22  | .560 | Pierde 1.ª ronda vs. Dakota Wizards, 109–114                                                                            |
| 2009–10           | Eastern           | 1º                | 37  | 13  | .740 | Gana 1.ª ronda vs. Utah Flash, 2–1 Pierde semifinales vs. Tulsa 66ers, 1–2                                              |
| 2010–11           | Eastern           | 1º                | 37  | 13  | .740 | Gana 1.ª ronda vs. Utah Flash, 2–1 Gana semifinales vs. Tulsa 66ers, 2–0 Gana Finales vs. Rio Grande Valley Vipers, 2–1 |
| 2011–12           | Eastern           | 5º                | 25  | 25  | .500 | Pierde 1.ª ronda vs. Los Angeles D-Fenders, 0–2                                                                         |
| 2012–13           | Central           | 6º                | 14  | 36  | .280 | |
| 2013–14           | Central           | 1º                | 31  | 19  | .620 | Pierde 1.ª ronda vs. Rio Grande Valley Vipers, 1–2                                                                      |
| 2014–15           | Central           | 3º                | 26  | 24  | .520 | |
| 2015–16           | Central           | 3º                | 26  | 24  | .520 | |
| 2016–17           | Southwest         | 6º                | 12  | 38  | .240 | |
| Iowa Wolves       |                   |                   |     |     |      | |
| 2017–18           | Midwest           | 3º                | 24  | 26  | .480 | |
| 2018–19           | Midwest           | 4º                | 20  | 30  | .400 | |
| 2019–20           | Midwest           | 4º                | 19  | 24  | .442 | Temporada cancelada por la pandemia de COVID-19                                                                         |
| 2020–21           | —                 | 18º               | 2   | 13  | .133 | |
| Temporada regular | Temporada regular | Temporada regular | 323 | 335 | .491 | |
| Playoffs          | Playoffs          | Playoffs          | 10  | 10  | .500 | |

## Entrenadores
| #  | Entrenador        | Periodo       | Temporada regular | Temporada regular | Temporada regular | Temporada regular | Playoffs | Playoffs | Playoffs | Playoffs | Galardones |
| #  | Entrenador        | Periodo       | J                 | G                 | P                 | %                 | J        | G        | P        | %        | Galardones |
| -- | ----------------- | ------------- | ----------------- | ----------------- | ----------------- | ----------------- | -------- | -------- | -------- | -------- | --- |
| 1  | Nick Nurse        | 2007–2011     | 200               | 124               | 76                | .620              | 15       | 9        | 6        | .600     | Campeón de la D-League: 2011 Dennis Johnson Coach of the Year Award: 2011 NBA D-League All-Star Game coach: 2009, 2010, 2011 |
| 2  | Kevin Young       | 2011–2013     | 73                | 31                | 42                | .425              | 2        | 0        | 2        | .000     | NBA D-League All-Star Game coach: 2012                                                                                       |
| 3  | Bruce Wilson      | 2013          | 27                | 8                 | 19                | .296              | —        | —        | —        | —        | |
| 4  | Nate Bjorkgren    | 2013–2014     | 50                | 31                | 19                | .620              | 3        | 1        | 2        | .333     | |
| 5  | Bob Donewald, Jr. | 2014–2016     | 100               | 52                | 48                | .520              | —        | —        | —        | —        | |
| 6  | Matt Woodley      | 2016–2017     | 21                | 2                 | 19                | .095              | —        | —        | —        | —        | |
| 7  | Glynn Cyprien     | 2017          | 29                | 10                | 19                | .344              | —        | —        | —        | —        | |
| 8  | Scott Roth        | 2017–2019     | 100               | 44                | 56                | .440              | —        | —        | —        | —        | |
| 9  | Sam Newman-Beck   | 2019–2021     | —                 | —                 | —                 | —                 | —        | —        | —        | —        | |
| 10 | Jeff Newton)      | 2021–2023     | 64                | 24                | 40                | .375              | —        | —        | —        | —        | |
| 11 | Ernest Scott      | 2023–presente | –                 | –                 | –                 | —                 | —        | —        | —        | —        | |

## Jugadores con experiencia NBA
| - Joel Anthony (2008) - Earl Barron (2009–2010) - Shannon Brown (2008) - Earl Clark (2010) - Daequan Cook (2008) - JamesOn Curry (2007–2009) - John Edwards (2009) - Patrick Ewing, Jr. (2012) - Diante Garrett (2014–2015) - Taylor Griffin (2009–2010) - Xavier Henry (2012) | - Othyus Jeffers (2008–2011) - James Johnson (2011) - Dwayne Jones (2009) - Gani Lawal (2010) - Cartier Martin (2008–2010, 2012, 2015) - Hamady N'Diaye (2012) - Demetris Nichols (2007–2009) - Garret Siler (2010–2011) - Cedric Simmons (2008) - Courtney Sims (2008–2011) - Mike Taylor (2011) | - Anthony Tolliver (2007–2009) - Jeff Trepagnier (2009–2010) - Alando Tucker (2008–2009) - Darryl Watkins (2008) - Kyle Weaver (2010–2011) - Damien Wilkins (2014–presente) - Jordan Adams (2014–2015) - Jarnell Stokes (2014–2015) - Russ Smith (2015) - James Ennis (2015–presente) |